# Can Puignau
Can Puignau és un edifici del municipi de Cadaqués (Alt Empordà) inclòs en l'Inventari del Patrimoni Arquitectònic de Catalunya.

## Descripció
Situada dins del nucli antic de la població, al sector oriental de la platja de Port Alguer o Portdoguer, davant la riba Nemesi Llorens.
Edifici de planta irregular, més o menys rectangular, adossat a la casa del Baró de la Roda. Format per dues crugies distribuïdes en planta baixa i quatre pisos. Una de les crugies està coberta amb una teulada de dues vessants i l'altra presenta una gran eixida a l'últim nivell. La casa té quatre façanes vistes, les dues posteriors formant cantonada i encarades a mar. En aquesta part, l'edifici està fonamentat damunt les restes conservades de l'antiga muralla de la vila. És visible un tram amb contraforts, situat a la façana orientada a la riba Nèmesi Llorens. Ambdues façanes presenten petites finestres rectangulars i diversos balcons, dos d'ells emmarcats en pedra, amb llosana de pissarra i alineats seguint eixos verticals. Estan rematades per una balustrada que delimita la terrassa superior. De la façana principal destaca el portal d'arc rebaixat dovellat, d'accés a l'interior de l'edifici.
Tota la construcció es troba arrebossada i pintada de color blanc.

## Història
La casa Puignau és una de les moltes cases que formen part de l'antiga muralla medieval. Aquestes es construïren aprofitant trams dels murs medievals. Encara avui dia es poden observar les gruixudes parets amb contraforts que presenta.